# Biuro Polskie w Tajpej
Biuro Polskie w Tajpej (do 2018 Warszawskie Biuro Handlowe w Tajpej; ang. Polish Office in Taipei, chin. trad. 波蘭臺北辦事處) – polskie przedstawicielstwo w stolicy Tajwanu. Podlega ono Ministerstwu Spraw Zagranicznych.
Rzeczpospolita Polska nie uznaje niepodległości Republiki Chińskiej i oficjalnie nie utrzymuje z nią stosunków dyplomatycznych.

## Historia
Republika Chińska uznała niepodległość Polski 27 marca 1920. Jednak już od 1919 w Chinach istniały polskie konsulaty w Szanghaju i w Harbinie. Od 1922 w Harbinie mieściła się Delegatura RP (od 1931 ponownie konsulat, od 1932 w Mandżukuo, od 1936 do 1941 konsulat generalny (Polska uznawała niepodległość Mandżukuo w latach 1938–1941)). W marcu 1929 otwarto Poselstwo RP w Nankinie – ówczesnej stolicy Chin. W 1937, po wkroczeniu do Nankinu Japończyków, siedzibę poselstwa przeniesiono do Chongqingu, gdzie udał się chiński rząd.
5 lipca 1945 rząd Republiki Chińskiej wycofał uznanie dla rządu RP na uchodźstwie i uznał rząd komunistyczny w Warszawie. Polscy dyplomaci dostali miesiąc na opuszczenie Chin. Nowe władze Polski otworzyły swoje przedstawicielstwo w Nankinie.
Po zwycięstwie komunistów w chińskiej wojnie domowej w 1949 rząd polski uznał stosunki dyplomatyczne z rządem Republiki Chińskiej za nieistniejące i 5 października 1949 za legalne władze Chin uznał rząd Chińskiej Republiki Ludowej.
Warszawskie Biuro Handlowe w Tajpej powstało w 1995 i zostało założone przez Floriana S. Buksa, który był pierwszym polskim reprezentantem w latach 1995–2001. Zajmuje się ono promocją handlu i inwestycji, działalnością konsularną oraz promocją kulturalną, naukową i edukacyjną.
W 2018 Warszawskie Biuro Handlowe w Tajpej zmieniło nazwę na Biuro Polskie w Tajpej.

## Dyrektorzy Biura Polskiego w Tajpej
- 1995–2001 – Florian S. Buks
- 2001–2005 – Tomasz Nowacki
- 2005–2010 – Władysław Wsiewołod Strażewski
- 2010–2015 – Marek Wejtko
- 2015–2019 – Maciej Gaca
- 2019–2021 – Bartosz Ryś, p.o.
- 2021–2025 – Cyryl Kozaczewski
- od 2025 – Janusz Bilski